# 成得臣
成 得臣（せい とくしん、? - 紀元前632年）は、中国春秋時代の楚の将軍・政治家。令尹。字は子玉。成王に仕えた。猛将として知られる。

## 略歴
成王32年（紀元前640年）、晋の公子重耳が楚に亡命して来た。成王は重耳とその側近たちの才能を見抜き、諸侯の礼（それも対等の国の）で手厚くもてなした。重耳の帰国を支援することを約束した成王は、戯れに「もし貴方が帰国して後を継ぐことが出来たら何をしてくれますか」と尋ねてみた。すると、重耳は「晋楚両軍が中原で出会えば、三舎を避けましょう」と答えた。1舎はこの頃の軍隊の一日の行軍距離を指す。三舎を避けるとは道を譲るとも取れるが、手加減するという意味にも受け取れた。子玉はこれを聞いて烈火の如く怒り、「重耳の今の言葉は不遜です。無礼なので殺しましょう」と進言したが、成王は聞き入れなかった。
成王35年（紀元前637年）、陳が宋と通じて楚に背いたので、子玉は軍を率いてこれを討った。また、宋の襄公が会盟を催した際は、首座にいる襄公を拉致して宋国内を荒らしまわった。これによって襄公の面目は完全に潰れた。子玉はこれらの功績により子文に代わって令尹（宰相）となった。
成王39年（紀元前633年）、楚の成王は宋を討伐するために兵を集め、子玉と子文に命じて演習を行った。子文は子玉の面目を立てるために、朝食前に演習を終わらせ、一人の兵士も罰しなかった。それに対して子玉は、一日中かけて演習を行い、7人の兵士を鞭打ち、3人を殺した。貴族たちは子玉の有能さを讃え、次々と子文に祝いを言いに訪れた。ただ一人、蔿賈だけは祝いを述べなかった。子文が理由を尋ねると、「何を祝うことがありましょう。子玉が軍事で失敗すれば推挙した貴方の責任です。子玉は気が強く、礼儀知らずで民を治めることが出来ません。300乗以上の軍を率いたら無事に帰ることは出来ないでしょう」と言った。
成王40年（紀元前632年）、成王は再び中原に軍を進め、諸国を討伐した。しかし、帰国して即位し晋の文公となっていた重耳が援軍を送って来たため、成王は本国へ引き上げようとした。蔿賈の予言を伝え聞いていた子玉はそれを押しとどめ、文公と戦うように勧めたが成王はこれを聞き入れなかった。すると「功を立てたいわけではありません。私を謗る者（蔿賈）の口を塞ぎたいのです。」と子玉は自身の配下の兵のみを引き連れてでも文公と戦うと言った。成王はこれを不快に思い、子玉を残して楚へと帰還した。
子玉は城濮で晋軍と激突した（城濮の戦い）が文公に敗れ、楚に帰還した後に敗戦の責任を問われて自殺した。戦いで勝利を収めたものの、子玉を取り逃がしてしまった文公は、「追い詰められた鼠ですら必死に猫に立ち向かう。まして一国の宰相ともなれば必ずや復讐を果たすであろう」と言って、勝利を喜ぶ様子を見せなかったが、子玉の死を知ると「これで私を害する者はいなくなった」と言って大いに喜んだという（窮鼠猫を噛むの故事）。